# Gian Alberto Dell'Acqua
Gian Alberto Dell'Acqua (Milano, 21 novembre 1909 – Milano, 23 ottobre 2004) è stato un critico d'arte e storico dell'arte italiano.
Fu soprintendente di Milano, presidente del Museo Poldi Pezzoli di Milano, professore universitario di storia dall'arte (Università Cattolica del Sacro Cuore, Facoltà di Lettere e Filosofia), segretario della Biennale di Venezia.

## Biografia
Allievo a Pisa di Mario Salmi e Matteo Marangoni, si laureò nel 1931 discutendo una tesi su Cerano e successivamente con un periodo di perfezionamento presso la Scuola normale superiore. Quindi entrò alla soprintendenza di Milano come funzionario, fra i protagonisti del patrimonio artistico in Lombardia durante il secondo conflitto mondiale, mettendo in salvo i capolavori della Pinacoteca di Brera, dove lavorava accanto al soprintendente Guglielmo Pacchioni e Fernanda Wittgens, grazie al suo felicissimo fiuto nel recupero di opere lungo i territori bellici fra Piemonte e Emilia, dalla Lombardia all'Umbria.
In seguito conseguì l'incarico di Soprintendente, dal 1957 al 1973, contribuendo negli anni del dopoguerra alla ricostruzione di tanti musei milanesi.
Dal 1954 al 1980 fu professore di storia dall'arte all'Università Cattolica. Dal 1957 al 1970 fu segretario della Biennale di Venezia.
Dal 1975 fu presidente del Museo Poldi Pezzoli di Milano.
Dell'Acqua fu fautore di numerose rassegne espositive, dalla mostra sui Tesori dell'arte lombarda al Kunsthaus (Zurigo, 1948) alle manifestazioni di Palazzo Reale, spesso in collaborazione con Roberto Longhi e l'Ente Manifestazioni Milanesi (da ricordare, fra le tante, Caravaggio e i caravaggeschi, al CIMAC, 1951; Van Gogh, 1952; I pittori della realtà in Lombardia, 1953; Pablo Picasso, 1953; Arte lombarda dai Visconti agli Sforza, 500 numeri di catalogo, tenuta nel 1958; Il Seicento Lombardo, 1973; La Ca' Granda, 1981). 
Curò l'edizione XL della Biennale di Venezia del 1982, a seguito dell'improvvisa scomparsa di Luigi Carluccio, dove vennero allestiti omaggi a Matisse, Schiele e a Brâncuși, una mostra delle opere dal 1946 al 1982 di Antoni Tàpies.
La mostra sul Cerano curata da Marco Rosei, dal 24 febbraio al 5 giugno 2005, a Palazzo Reale, fu significativamente dedicata alla memoria di Gian Alberto dell'Acqua.

## Libri, monografie e cataloghi monografici
Fu autore di articoli, monografie e cataloghi monografici su storici e artisti quali: Berthold Vallentin, Max Dvořák, Giovanni De' Mio, Il Cerano, Cristoforo Mantegazza, Giovanni Antonio Amadeo, Giambellino, Giorgione, Carlo Carrà, Pisanello, Tiziano, Caravaggio, Baldassarre degli Embriachi, Leonardo da Vinci, Filarete; ha fra l'altro curato libri e cataloghi d'arte. Ha scritto saggi apparsi in volumi con altri autori e sulle riviste specializzate.
- L'arte italiana nella critica di Max Dvorak, Firenze, Sansoni, 1935.
- Romanische plastik in Italien, Berlin, Hans E. Gunther Und Co., 1942.
- Pisanello, Milano, A. Martello, 1952.
- Tiziano, Milano, A. Martello, 1955. [testo anche in lingua francese]
- La Cappella Portinari in Sant'Eustorgio a Milano, con Renata Cipriani e Franco Russoli, Milano, Banca Popolare, Electa, 1963.
- Capolavori di Brera e dell'Ambrosiana, edizione speciale in occasione del Congresso GEC '69, Cinisello Balsamo, A. Pizzi, 1969?.
- I Corso di aggiornamento sui problemi della salvaguardia del patrimonio artistico monumentale, direzione Gian Alberto Dell'Acqua, Carlo Ferrari da Passano, Giulio Piazzesi, testi di Giovanni Urbani et al., Milano, Regione Lombardia, 197?.
- Il Caravaggio e le sue grandi opere da San Luigi dei Francesi, Milano, Rizzoli, 1971.
- Piero Brolis scultore, Bergamo, Bolis, 1972.
- Diamo un futuro al nostro passato: centri storici e patrimonio architettonico, con Bruno De Marchi, Milano, Vita e pensiero, 1976.
- Immagini di Castiglione Olona, con Enrico Cattaneo, Milano, Cassa di risparmio delle provincie lombarde, 1976.
- La donazione Emilio e Maria Jesi, Varese, Amici di Brera, 1981.
- Storia universale dell'arte, coordinamento, Milano, Fabbri, 1984.
- La pittura del Duomo di Milano, Milano, NED Nuove Edizioni Duomo, Venaranda Fabbrica del Duomo, 1985. ISBN 88-7023-116-X
- Vittore Frattini: open here 2, con Giuseppe Panza di Biumo, Milano, All'insegna del pesce d'oro, 1985. ISBN 88-444-1039-7
- Carlo Mattioli: opere dal 1970 al 1986, Casalecchio di Reno, Grafis, 1986.
- Gaetano Sperati, con Raffaele De Grada, Milano, Giorgio Mondadori & associati, 1986. ISBN 88-374-0969-9
- Carlo Carrà: mostra antologica: Milano, Palazzo Reale, 8 aprile-28 giugno 1987, mostra a cura di Massimo Carra e Gian Alberto dell'Acqua, Milano, Mazzotta, 1987.
- Il Filarete e la realtà lombarda, Firenze, La Nuova Italia, 1989.
- Giancarlo Ossola e Villa Arconati di Castellazzo, con Cesare De Seta, Milano, Fabbri, 1989.
- Giuseppe Novello, Milano, Consonni, 1989.
- Bruno Cassinari: opere recenti: ottobre-novembre 1990, Milano, Galleria Bergamini, 1990?.
- Cinque pittori alla scuola di Alciati, Brera: Barbieri, De Amicis, De Rocchi, Montini, Novello, anno accademico 1923/24, 28 aprile-27 maggio 1990, Milano, Galleria Ponte Rosso, 1990?
- Timoncini 1956-1990, Milano, Galleria San Fedele, 1990.
- Arte in mostra, presentazione di Luciano Caramel, Milano, Vita e pensiero, 1993.
- Giovanni Testori : acquerelli 1977, Milano, Compagnia del disegno, 1993?.
- Bruno Cassinari: opere scelte, con un testo di Stefano Fugazza, Piacenza, Galleria Braga, 1995.
- Frattini: dipinti, introduzione di Giuseppe Panza di Biumo, Milano, G. Mondadori, 1996. ISBN 88-374-1537-0

### Curatele
- Storia dell'arte: ad uso dei licei, con Enzo Carli, Bergamo, Istituto italiano d'arti grafiche, 1952-,1953.
- Tesori d'arte in Lombardia, con Costantino Baroni, Milano, Fondazione Treccani degli Alfieri per la storia di Milano, 1952.
- Profilo dell'arte italiana, con Enzo Carli, Bergamo, Istituto italiano d'arti grafiche, 1954.
- Gli impressionisti francesi, Bergamo, Istituto italiano d'arti grafiche, 1955.
- Il polittico di S. Martino a Treviglio, Bergamo, Ist. italiano di arti grafiche, 1956.
- Sommario di storia dell'arte ad uso degli Istituti magistrali, con Enzo Carli, Bergamo, Ed. Tip. Istituto Ital. D'arti Grafiche, 1957.
- La Pinacoteca di Brera, con Franco Russoli, Milano, Silvana Editoriale d'Arte, 1960.
- Brera, con Angela Ottino Della Chiesa, Firenze, Sadea Sansoni, 1966.
- Isola San Giulio e Sacro Monte d'Orta, testi di M. Di Giovanni Madruzza e G. Melzi d'Eril, Torino, Istituto bancario San Paolo, 1977.
- Leonardo a Milano, testi di Carlo Bertelli ... et. al., Merate, Banca briantea, 1982.
- La Basilica di Sant'Eustorgio in Milano, testi di Giulio Bora ... et al.; fotografie di Mario Carrieri, Milano, Banca popolare di Milano, 1984.
- La Basilica di S. Lorenzo in Milano, [testi di Carlo Bertelli ... et al.; fotografie di Mario Carrieri, Paolo Vandrash, Milano, Banca popolare di Milano, 1985.
- Il Santuario di Santa Maria dei ghirli in Campione d'Italia, testi di Annamaria Ambrosioni ... et al.; fotografie di Vivi Papi, Campione d'Italia, Comune, 1988.
- I Vellani Marchi del Teatro alla Scala: Mostra quarta: ridotto dei palchi del Teatro alla Scala, Milano, Amici della Scala; Mercedes-Benz, 1989.
- I maestri campionesi, con Rossana Bossaglia, Lugano, Giampiero Casagrande, 1992. ISBN 88-7795-071-4
- Guzzardella, Milano, ELSA, 2002.

### Presentazioni, prefazioni e introduzioni
- La scultura romanica in Italia, Novara, Istituto geografico De Agostini, 1942. [testo anche in lingua francese]
- La metafisica di Carlo Carrà, Milano, Ed. Del Milione, 1951. [testo anche in lingua inglese]
- Sovrintendenza alle Gallerie della Lombardia, Mostra di dipinti restaurati della Pinacoteca ambrosiana: Milano, Pinacoteca ambrosiana, ottobre 1956, catalogo a cura di Franco Mazzini, Milano, Tipografia Esperia, 1956.
- Luciano Gallina, L'Accademia Tadini in Lovere, Bergamo, Documenti Lombardi, 1957.
- 29ª Biennale internazionale d'arte, Venezia, Stamperia di Venezia, 1958.
- Stella Matalon, Franco Mazzini, Affreschi del Trecento e Quattrocento in Lombardia, Milano, Edizioni del Milione, 1958.
- Arte lombarda dai Visconti agli Sforza, Milano, Silvana, 1959.
- Mostra di disegni del Seicento emiliano nella Pinacoteca di Brera: Milano, Palazzo di Brera, 19 giugno-31 luglio 1959, catalogo a cura di Andrea Emiliani, Milano, Silvana editoriale d'arte, 1959.
- Peintres et sculpteurs italiens: du futurisme a nos jours: Saint-Etienne, Musee d'art et d'industrie, S.l., s.n., 1959?
- 30ª Biennale internazionale d'arte, Venezia, Stamperia di Venezia, 1960.
- Mostra di opere d'arte restaurate, catalogo a cura di F. Mazzini, Bergamo, Amministrazione provinciale, 1960.
- 31ª Biennale internazionale d'arte, Venezia, Stamperia di Venezia, 1962.
- Stella Matalon, Affreschi lombardi del Trecento, Milano, Silvana editoriale d'arte, 1963.
- Grandi disegni di ogni tempo: 1142 disegni, scelti da Ira Moskowitz, ed. it. a cura di Emma Spina, testi di Agnes Mongan, Winslow Ames, Otto Benesch, John Ireland Howe Baur, ... et al., vol. 3, Milano, V. Bompiani, 1963.
- Affreschi lombardi del Quattrocento, testo di F. Mazzini, Milano, Cassa di Risparmio, 1965.
- Comune di Brescia, Mostra di Girolamo Romanino: catalogo, a cura di Gaetano Panazza; con la collaborazione di A. Damiani e B. Passamani, Brescia, Comitato della mostra di Girolamo Romanino, 1965.
- Mostra del restauro, catalogo a cura di Franco Mazzini, Breno, s.n., 1966.
- Baldessari Luciano, Una casa e una chiesa: [Villa Letizia, Casa di riposo per ciechi Carlo e Antonio Migliavacca, Caravate (Va)], Milano, Banca Cesare Ponti, 1968.
- Germano Mulazzani,L'antica pieve di Pisogne: affreschi in Valcamonica tra Medio Evo e Rinascimento (Giovan Pietro da Cemmo), S.l., Il Carol, 1972.
- Renzo Chiarelli, L'opera completa del Pisanello, Milano, Rizzoli, 1972.
- Immagine del Caravaggio: mostra didattica itinerante, catalogo a cura di Mia Cinotti, Cinisello Balsamo, Pizzi, 1973.
- Mirella Poggialini Tominetti, Angelo Barabino, con un saggio di Giovanni Sisto, a cura della Cassa di risparmio di Tortona, Torino, Teca, 1974.
- G. F. Cipper il Todeschini e la pittura di genere, studio e catalogo a cura di Luisa Tognoli, edizione promossa dal Credito bergamasco, Bergamo, Monumenta Bergomensia, 1976.
- Longaretti: la madre 1957-1977: Palazzo della Ragione, Bergamo, ottobre-novembre 1977, Bergamo, Grafica e Arte, 1977?.
- Longaretti: cinquant'anni di pittura, Palazzo della Permanente, Milano, 15 ottobre / 16 novembre 1980, Bergamo, Grafica e arte, 1980.
- La pittura di Pino Grioni, Milano, NED, 1981.
- Embriachi: il trittico di Pavia, Milano, F. M. Ricci, 1982.
- Santa Maria delle Grazie in Milano, testi di Carlo Bertelli ... et al., Milano, Banca popolare di Milano, 1983.
- Mariarosa Palvarini Gobio Casali, La ceramica a Mantova, Ferrara, Belriguardo, 1987.
- Giuseppe Ajmone, con Angelo Mistrangelo, Torino, Galleria Biasutti, 1987.
- Giuseppe Ajmone: opere 1984-1987, Milano, Edizioni Trentadue, 1987.
- Pier Virgilio Begni Redona,  Alessandro Bonvicino: il Moretto da Brescia, saggio introduttivo di Giovanni Vezzoli, Brescia, La scuola, 1988.
- Manuela Fanelli, Milano, Mazzotta, 1990. ISBN 88-202-0976-4
- Maria Luisa Simone, Verona, Edizioni d'arte Ghelfi, 1990.
- 1/6 Classicismo e manierismo, testi Giulio Bora ... et al., Milano, Bompiani, 1991. (Fa parte di:La grande pittura, diretta da Gianfranco Malafarina)
- Valentino Vago: Angeli : opere 1991-1992, commento biblico di Gianfranco Ravasi, Milano, Galleria San Fedele, 1992.
- Pinerolo la collezione civica d'arte di Palazzo Vittone, a cura di Mario Marchi ando Pacchiola, Pinerolo, Tipolitografia Giuseppini, 1994.
- Pisanello: l'opera completa, apparati critici e filologici di Renzo Chiarelli, Milano, Rizzoli, 1996. ISBN 88-17-24382-5
- Paolo Conti, Omaggio a Gino Sandri, Milano, Arti grafiche Bazzi, 1998.

### Saggi in volumi collettanei
- La pittura a Milano dalla metà del XVI secolo al 1630, in Storia di Milano: l'eta della riforma cattolica (1559-1630), vol. 10, Milano, Fondazione Treccani degli Alfieri per la Storia di Milano, 1957.
- Significato di una esperienza, in Incontro di bimbi con i capolavori di Brera, prefazione di Luigi Volpicelli, Milano, A. Pizzi, 1959.
- 32ª Biennale internazionale d'arte, con saggi di G. Testori e G.C. Argan, Venezia, Stamperia di Venezia, 1964.
- Atti del convegno internaz. "Premesse per un repertorio sistematico delle opere e degli artisti della Valle Invelvi", promosso dalla "Magistri intelvensi" e diretto da M. L. Gatti Perer, Villa Monastero di Varenna, 1-4 settembre 1966. Sommario e discorsi d'apertura, con G. Bosisio, M. L. Gatti Perer, Milano, La rete, 1966?.
- I dipinti e le sculture, in Angelo Paredi, L'Ambrosiana / Storia dell'Ambrosiana, Milano, Cassa di risparmio delle provincie lombarde, 1967.
- La Pinacoteca Ambrosiana, catalogo a cura di Antonia Falchetti, saggi di Angelo Paredi e  Lamberto Vitali, Vicenza, N. Pozza, 1969. [testo anche in lingua inglese; ed. 1986]
- Aa.Vv., Georges Sécan, dedica di Eugenio Montale, Milano, Garzanti, 1975.
- Piero Chiara, Sacro e profano nella pittura di Bernardino Luini, S.l., Silvana Editoriale d'arte, 1975.
- Cenni storici sulla formazione dei musei d'arte lombardi, S.l., s.n., 1976 (Fa parte di: Corsi biennali per l'aggiornamento e per la preparazione professionale del personale direttivo dei musei lombardi di enti locali o di interesse locale).
- I Visconti a Milano, con Maria Bellonci e Carlo Perogalli, Milano, Cassa di risparmio delle provincie lombarde, 1977.
- Gli Sforza a Milano, testi di Guido Lopez ... et al., Milano, CARIPLO, 1978.
- La Quadreria dei benefattori. Significato e vicenda di una raccolta; I ritratti dalla fine del Settecentgo a oggi, in Comune di Milano, Ospedale Maggiore, Regione Lombardia (a cura di), La Ca' Granda. Cinque secoli di storia e d'arte dell'Ospedale Maggiore di Milano, catalogo della mostra, Milano, Electa, 1981.
- Mia Cinotti,  Michelangelo Merisi detto il Caravaggio : tutte le opere, Bergamo, Poligrafiche Bolis, 1983.
- Bobo Piccoli, con Guido Ballo e Guido Bezzola, Milano, Mazzotta, 1984.
- Previati, con Rossana Bossaglia e Mirella Poggialini, Samarate, Grafica Bottigelli, 1988.
- 200 anni di solidarietà milanese nei 100 quadri restaurati da Trivulzio, Martinitt e Stelline, a cura di Paolo Biscottini, Milano, F. Motta, 1990. ISBN 88-7179-006-5
- Fiorenzo Tomea: Galleria civica d'arte moderna, Palazzo dei Diamanti, 8 dicembre 1989-4 febbraio 1990, catalogo delle opere a cura di Maria Laura Tomea Gavazzoli, Venezia, Corbo e Fiore, 1990.
- Luigi Timoncini: mostra antologica: Comune di Gallarate, Galleria civica d'arte moderna ... dall'1 al 28 aprile 1990, Gallarate, Galleria civica d'arte moderna, 1990.
- Achille Guzzardella: 20 ritratti e dintorni: Pinerolo, Collezione Civica d'arte di Palazzo Vittone, 16-25 giugno 1995, catalogo a cura di Mario Marchiando Pacchiola, Pinerolo, TLG, 1995?.
- Tiziana Rota,  La galleria Gian Ferrari : 1936-1996 : 60 anni di storia dell'arte contemporanea nel lavoro di due protagonisti, con testimonianze di Gian Alberto dell'Acqua, Vittorio Fagone, Mario De Micheli; e una introduzione di Claudia Gian Ferrari, Milano, Charta, 1995. ISBN 88-8158-057-8
- Disegni segreti di Guido Fiume: Sala del tesoro, Biblioteca Trivulziana, Castello Sforzesco, saggio critico di Rossana Bossaglia, Biella Piazzo, Sandro Maria Rosso, 1999.

### Consulenze
- Jesus, duemila anni di attualità, direttore Antonio Tarzia ... [et al.]; consulenti di redazione Domenico Agasso ... [et al.]; consulenti iconografici Gian Alberto Dell'Acqua ... [et al.]; Torino, SAIE, 1978.